# Blue Period
Blue Period (jap. ブルーピリオド) ist eine Mangaserie von Tsubasa Yamaguchi. Sie erscheint seit 2017 im Seinen-Magazin Afternoon und ist ins Genre Drama einzuordnen. Der Manga wurde mehrfach ausgezeichnet und in mehrere Sprachen übersetzt, 2021 erschien eine Animeadaption.  Die Geschichte erzählt von einem Jugendlichen, der seine Begeisterung für Bildende Kunst entdeckt und eine Kunsthochschule besuchen will.

## Inhalt
Der Oberschüler Yatora Yaguchi ist ein guter Schüler und verbringt seine Abende mit seinen Kumpels in Shibuya und beim Fußballschauen. Doch er weiß nicht, was er mit seinem Leben nach der Schule anfangen soll. Da engagiert er sich aus Interesse in einer Aufgabe für den Kunstunterricht und wird unerwartet gelobt, auch von seinen Freunden. Weitere Kontakte zum Kunstklub lassen Yatora mehr Interesse gewinnen und schließlich dem Klub beitreten. Erstmals entwickelt er eine Begeisterung für etwas, sieht wie gut die anderen im Klub sind und will besser werden. Er spricht mit den anderen, auf welche Kunstschule man gehen könnte und erfährt, wie schwierig die Prüfungen sind und wie stark die Konkurrenz. Da seine Eltern sich keine Studiengebühren leisten können, kann Yatora sich nur für die staatliche Tōkyō Geijutsu Daigaku bewerben. Über die Ferien erledigt er fleißig alle Aufgaben, die ihm von der Leiterin des Klubs aufgegeben werden. Zusammen mit Yuka aus seiner Klassenstufe besucht er dann im Winter eine Vorbereitungsschule für die Kunsthochschulprüfungen und trifft dort erstmals auf viele talentierte Jugendliche, die das gleiche Ziel haben wie er.

## Veröffentlichung
Der Titel der Serie bezieht sich auf eine Stilphase des Malers Pablo Picasso, die für diesen prägend gewesen sein soll.
Der Manga erscheint seit Juni 2017 in Einzelkapiteln im Magazin Afternoon beim Verlag Kōdansha. Dieser brachte die Serie auch gesammelt in bisher 17 Bänden heraus (Stand Juni 2025). Seit Juni 2020 erscheint die Serie auf Deutsch bei Manga Cult in einer Übersetzung von Lasse Christian Christiansen in bisher 15 Bänden (Stand: Dezember 2024). Kōdansha selbst bringt den Manga auf Englisch heraus und Milky Way Ediciones veröffentlicht die Serie auf Spanisch.
Im Januar 2021 wurde angekündigt, dass die Serie noch im gleichen Jahr als Anime ins japanische Fernsehen kommen soll. Katsuya Asano fungiert als Regisseur und Koji Masunari übernimmt Rolle des Chief Directors. Reiko Yoshida ist für das Drehbuch sowie die Serienkomposition verantwortlich, während Tomoyuki Shitaya das Charakterdesign beisteuert. Der Opening-Song mit dem Titel  EVERBLUE stammt von der Band Omoinotake, der Ending-Song Replica von mol-74. Die Anime-Adaption feierte im japanischen TV am 1. Oktober 2021 im „Super Animeism“ Block auf MBS, TBS ihre Premiere. Netflix veröffentlichte die Serie von Oktober bis Dezember 2021 weltweit in OmU wöchentlich im Simulcast, während in Japan die Serie bereits seit dem 25. September 2021 auf der Streaming-Plattform gezeigt wurde. Seit Januar 2022 ist die Serie auch mit deutscher Synchronisation verfügbar.

## Synchronisation
Die deutsche Synchronisation wurde von CSC-Studio in Hamburg angefertigt. Dialogregie führte Anja Topf.
| Rolle                | Japanischer Sprecher (Seiyū) | Deutscher Sprecher   |
| -------------------- | ---------------------------- | -------------------- |
| Yatora Yaguchi       | Hiromu Mineta                | Flemming Stein       |
| Ryuji „Yuka“ Ayukawa | Yumiri Hanamori              | Samina König         |
| Yotasuke Takahashi   | Daiki Yamashita              | Toni Michael Sattler |
| Haruka Hashida       | Kengo Kawanishi              | Jesse Grimm          |
| Maki Kuwana          | Yume Miyamoto                | Jana Dunja Gries     |
| Masoko Saeki         | Fumi Hirano                  | Dagmar Dreke         |
| Mayu Oba             | Yuki Kazu                    | Nadine Schreier      |

## Rezeption
Die Serie wurde mit mehreren Preisen ausgezeichnet. Nachdem Blue Period bereits 2019 für den Manga Taisho Award nominiert wurde, gewann die Serie 2020 die Auszeichnung. Ebenfalls war der Manga 2019 für den Kōdansha-Manga-Preis nominiert und konnte ihn 2020 in der Kategorie für das allgemeine Publikum gewinnen. Ebenfalls 2020 wurde Blue Period für den Osamu-Tezuka-Kulturpreis nominiert.
Bei den unterschiedlichen Menschen, die Yatora auf seinem Weg kennenlernt, schöpfe Yamaguchi aus den Vollen, so Der Tagesspiegel in seiner Kritik: „Hier sind jede Menge Stereotype versammelt, die in ihrer bunten Vielfalt doch authentisch wirken.“ Die Zeichnerin lasse in ihren „verzerrt-kantigen, zuweilen auf das Nötigste reduzierten Manga-Stil Kunstepochen und Stilrichtungen einfließen und verwendet als Clou reale Kunstwerke von Künstlerkollegen und bekannte Meisterwerke berühmter Maler.“ In der Coming-of-Age-Geschichte werde anschaulich Wissenswertes über Mal- und Zeichentechniken vermittelt und kritisch die Ausbildung von Künstlern in Japan beleuchtet.